# Parc Tineretului
Pour les articles homonymes, voir Tineretului.
Le parc Tineretului (en roumain : Parcul Tineretului, « parc de la jeunesse » en français) est un parc urbain situé à Bucarest, en Roumanie. Ouvert en 1974, il est situé à proximité du centre-ville de Bucarest depuis lequel il est facilement accessible à pied et via les transports en commun.
Le parc allie espaces naturels de détente — lac Tineretului et prairies arborées notamment — et espaces de pratique d'activités sportives et de loisirs — un parc d'attractions et des terrains de sport notamment. Il est côtoyé en moyenne par 7 800 visiteurs chaque jour de week-end.

## Histoire
La zone où se trouve aujourd'hui le parc Tineretului était une zone marécageuse faisant office de décharge sauvage au début du XIXe siècle : les ordures y étaient entassées dans une végétation sauvage et des personnes vivaient dans des abris de fortune bâtis avec les déchets s'y trouvant. La zone de 200 hectares s'appelait alors Mlaștina Cocioc (« marais marécageux »), Raiul Căutătorilor în gunoaie (« paradis des fouilleurs d'ordures ») et Valea Plângerii (« vallée des plaintes »). En 1940, la zone fait l'objet d'une concession de 25 ans à Uzinelor Comunale București (« usines municipales de Bucarest ») pour officialiser le statut de décharge. Il est alors prévu de construire un parc au-delà de ce délai,.
Le crématorium humain Cenușa (« cendres ») est inauguré en 1934. Conçu par l'architecte Duiliu Marcu, il présente des caractéristiques byzantines, syriennes et égyptiennes. Il est fermé depuis 2002 — les crémations ayant désormais lieu dans le nouveau crématorium à l'est du parc naturel Văcărești — mais est toujours visible aujourd'hui.
L'architecte Valentin Donose conçoit le projet d'un espace vert en lieu et place de la décharge et qui bénéficierait à la population vivant dans la partie sud de Bucarest, cette zone s'étant fortement développée durant les années 1960 et 1970. Cependant, l'aménagement du parc Tineretului ne commence qu'avec l'arrivée au pouvoir de Nicolae Ceaușescu en 1965. L'aménagement de base dure 8 mois et est réalisé avec l'aide d'adolescents dans le cadre de leur travail patriotique volontaire (aboli en 1990), ce qui donna le nom actuel de « parc de la jeunesse ». Les travaux finaux durent jusqu'en 1974. Outre les espaces verts à créer, le projet de parc prévoit un lac de 13 hectares alimenté par une nappe phréatique qui comprend trois îles. Des aires de jeux pour enfants et une jetée ont été construites à proximité des zones habitées. Des travaux de terrassement ont également eu lieu du fait de grandes différences de niveau allant jusqu'à 16 mètres,.
La salle polyvalente, initialement nommée Palatul Sporturilor și Culturii din București (« palais des sports et de la culture de Bucarest »), est inaugurée dans la foulée et sert de base aux équipes masculines et féminines de basketball, volleyball et handball de la ville. Son aspect est modifié dans les années 2000 à la suite de travaux de façade.
Dans les années 1980, le parc est agrandi vers l'est avec la construction du Palatului Pionierilor și Șoimilor Patriei (« palais des pionniers et des faucons de la patrie »), aujourd'hui nommé Palatul Național al Copiilor (« palais national des enfants »). Achevé en 1985, le bâtiment est inauguré en 1986 par Nicolae Ceaușescu et accueille diverses activités éducatives et artistiques pour les enfants et adolescents. Le parc d'attractions Orășelul Copiilor (« village des enfants ») est également construit pendant les années 1980. Il s'agit à l'époque du plus grand et du plus moderne parc d'attractions de Roumanie,.

## Géographie
Le parc Tineretului est situé dans le secteur 4 de Bucarest, capitale de la Roumanie. Il est bordé au sud-ouest par le cimetière Bellu et se trouve entre le parc Carol au nord-ouest et le parc naturel Văcărești à l'est.
Situé à 1,5 km de la place de l'Union (Piața Unirii), le parc est facilement accessible à pied depuis le centre-ville via le boulevard Dimitrie Cantemir. Il est également desservi par la ligne M2 de métro (stations Tineretului au nord, Eroii Revoluției au sud-ouest et Constantin Brâncoveanu au sud), les lignes 1, 7, 10 et 19 de tramway, la ligne 76 de trolleybus, ainsi que de nombreuses lignes de bus diurnes et nocturnes.
Le parc possède cinq entrées : depuis le boulevard Dimitrie Cantemir au nord, la rue Șerban Vodă au nord-ouest, le boulevard Constantin Brâncoveanu au sud, la route Mihai Bravu à l'est et le boulevard Tineretului au nord.

## Description

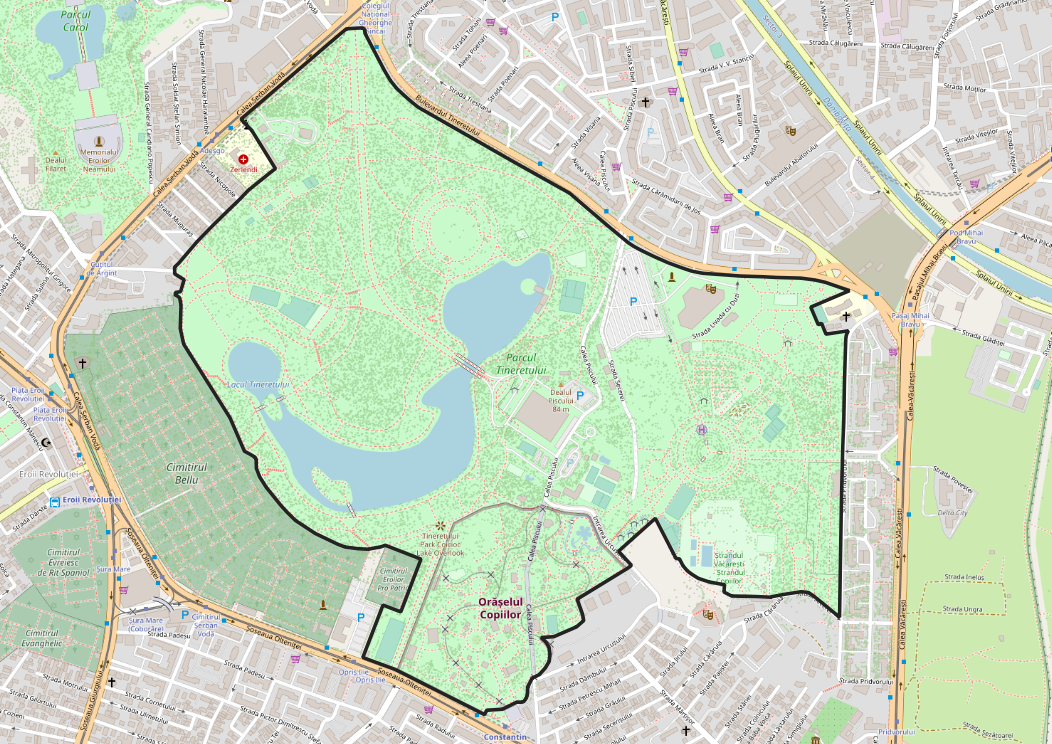
Plan du parc (données OpenStreetMap).

Le parc de Tineretului allie espaces naturels de détente et espaces de pratique d'activités sportives et de loisirs. D'une superficie de 94 ha ou 200 ha, il est visité en moyenne par 7 800 personnes chaque jour de week-end ; celles-ci y restent en moyenne 113 minutes.

### Éléments naturels

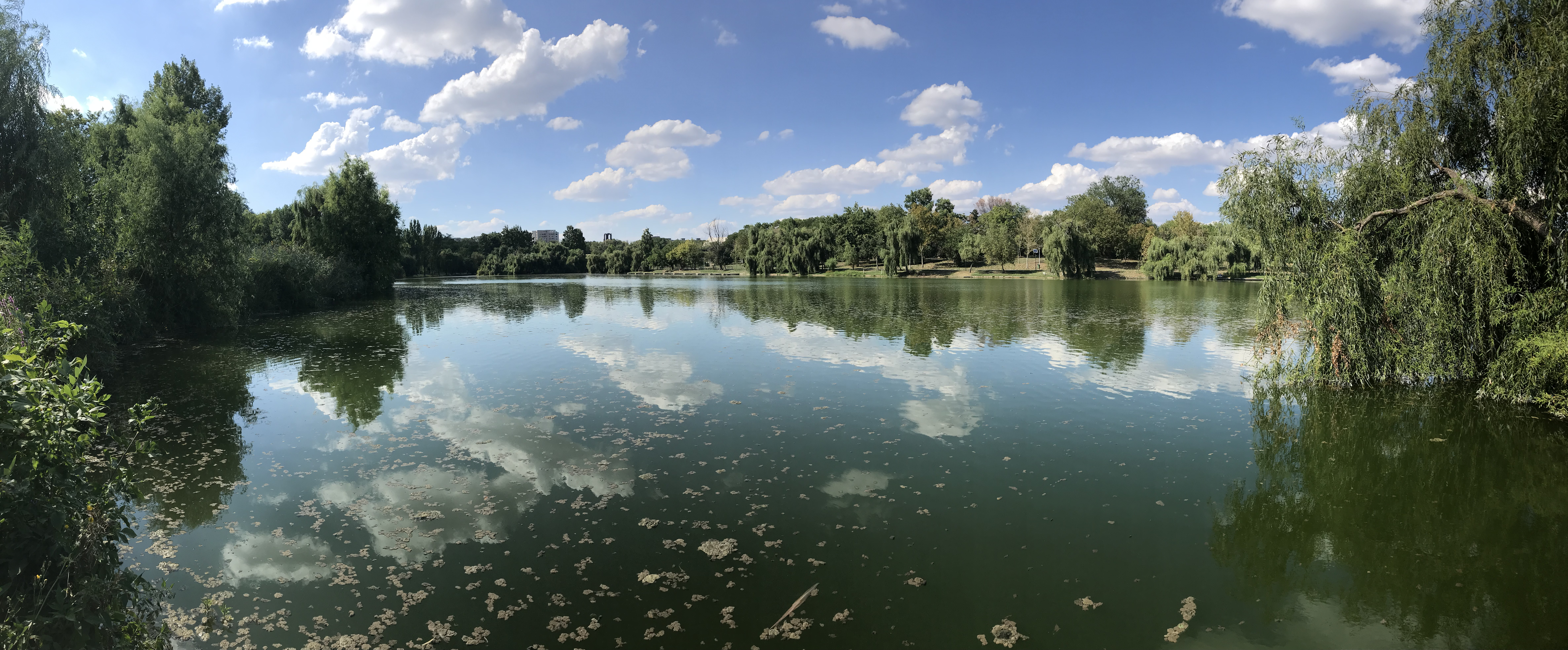
Le lac Tineretului depuis la plus grande de ses îles.

Le parc dispose de prairies arborées permettant aux visiteurs de faire du pique-nique, se balader et se détendre.
Il accueille également un lac de 13 hectares, le lac Tineretului, alimenté par une nappe phréatique et doté de trois îles (dont deux sont reliées à la rive par de petits ponts). Utilisé par des bateaux de plaisance en été, le lac est particulièrement surveillé par les ornithologues de Bucarest en raison de la présence d'espèces rares d'oiseaux qui se nourrissent et se reposent en hiver et lors de la période de migration.

### Parc d'attractions

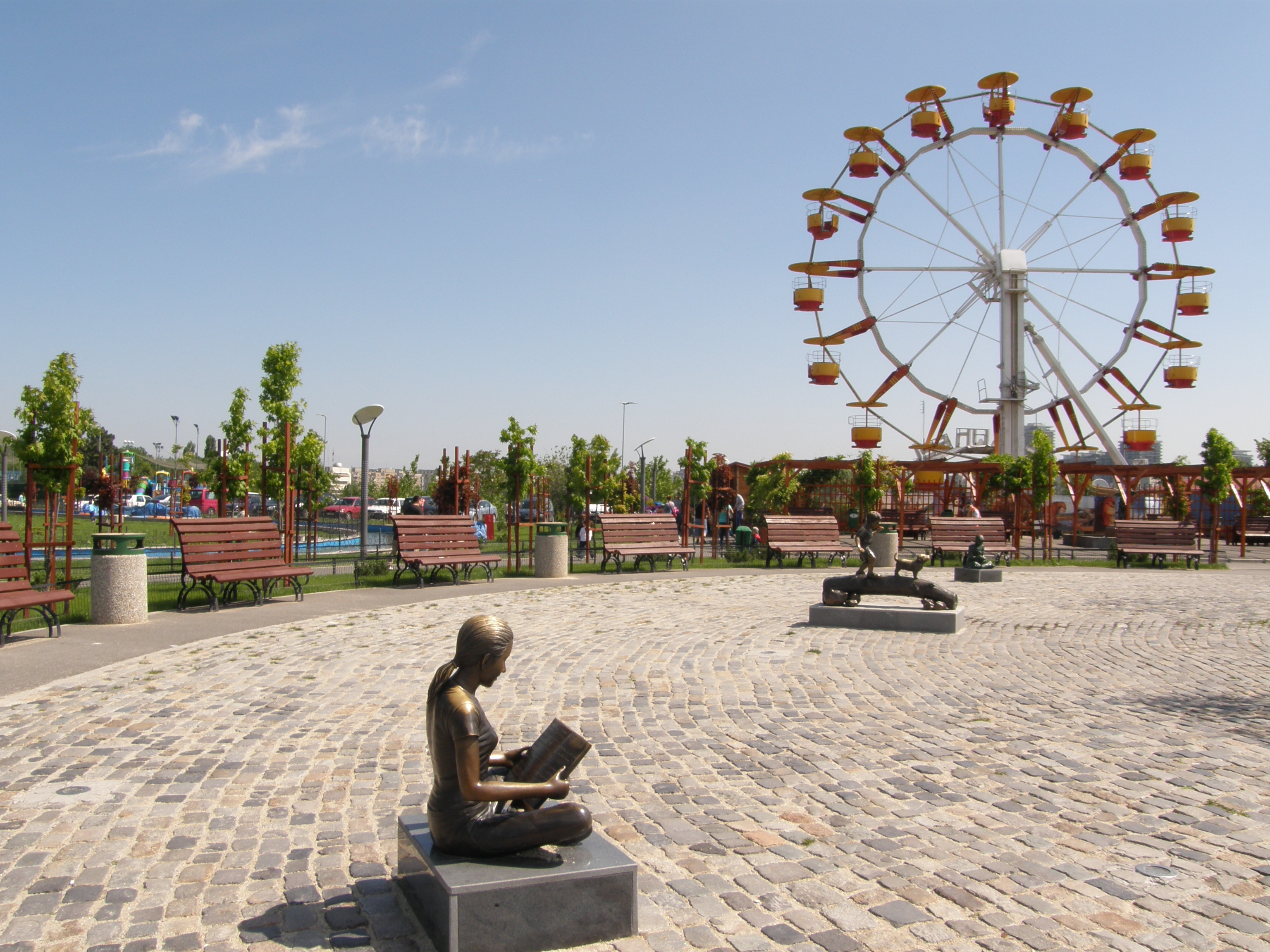
Le parc d'attractions Orășelul Copiilor.

En plus du fait que des adolescents aient participé à sa construction, le nom du parc (« parc de la jeunesse » en français) provient également de la présence d'un parc d'attractions, en partie destiné aux enfants. Appelé Orăşelul Copiilor (« village des enfants »), il contient des manèges (comme une grande roue et un carrousel), des petites montagnes russes, un circuit aquatique, des pistes automobiles, des toboggans, des trampolines, ainsi que d'autres attractions pour tous les âges. Un petit train permet également aux visiteurs de tout âge de faire le tour du parc.

### Autres loisirs

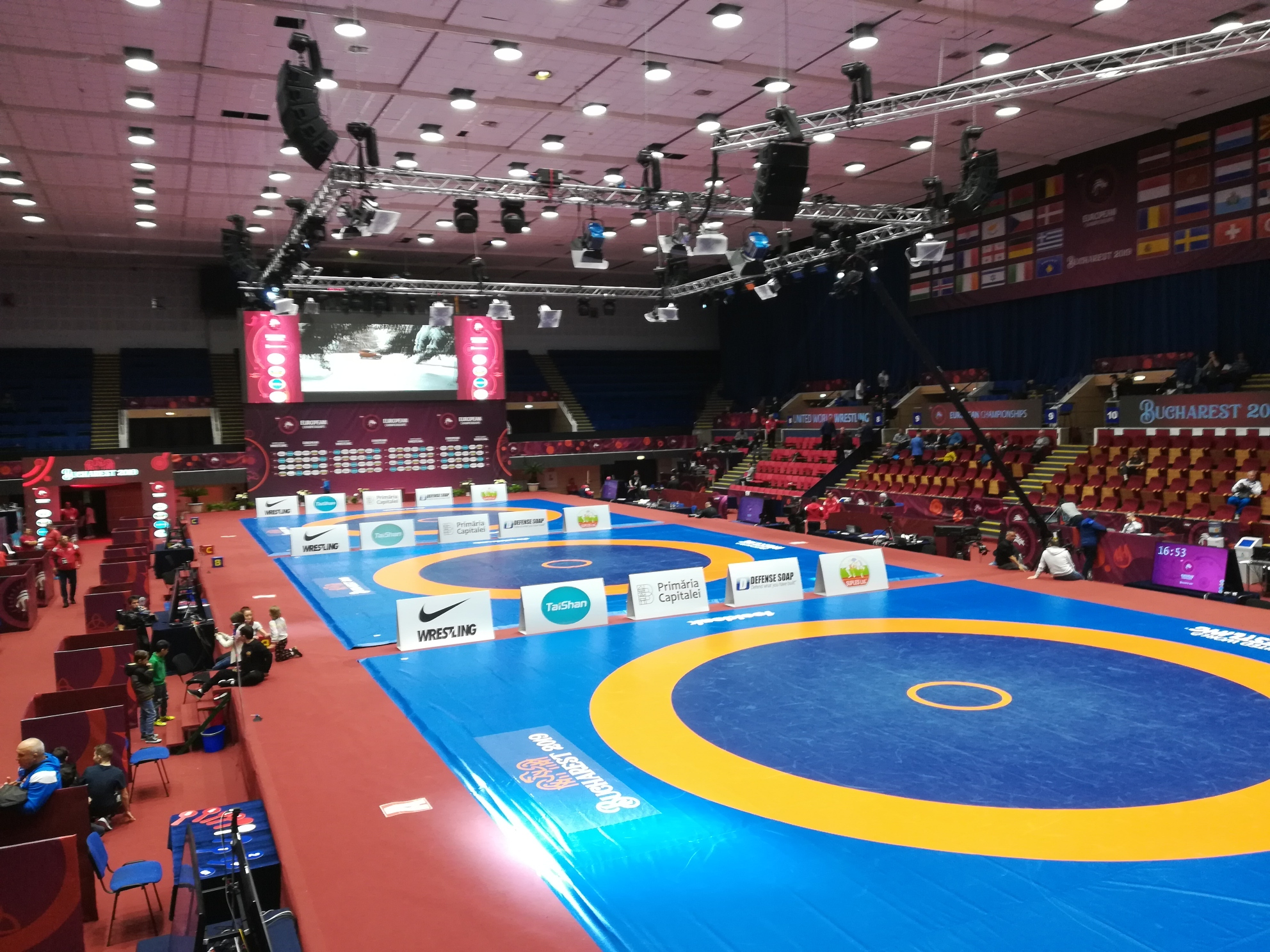
Intérieur de la salle polyvalente Ioan Kunst Ghermănescu lors d'une compétition de lutte.

Avec une capacité d'environ 6 000 places, la salle polyvalente Ioan Kunst Ghermănescu, située au milieu du parc, accueille des compétitions sportives, des expositions, des conférences, ainsi que d'autres événements.
Le parc est également un lieu de pratique du sport et de loisirs. Elle compte sept aires de jeux, un skate park, six terrains de sport (football, basketball, handball), deux parcs pour chiens et un terrain de golf miniature. En hiver, le parc accueille une piste de ski.